# JR九州811系電車
811系電車（811けいでんしゃ）は、九州旅客鉄道（JR九州）の交流近郊形電車。

## 概要
北九州・福岡都市圏における快速列車の増発と老朽化した421系の置き換えを目的として開発され、1989年（平成元年）7月のアジア太平洋博覧会「よかトピア」の開催にあわせて営業運転を開始した。
1993年（平成5年）までに4両編成×28本、合計112両が製造された。

## 車両概説
本項では、0番台落成時の仕様について述べる。

### 車体
軽量ステンレス構造で、両開き扉が片側3箇所に設置されている。全扉または中間扉のみの選択開閉（ドアカット）が可能である。扉間に任意の位置で窓の開口が調整できるバランサ付きの一段下降窓が3枚配置される。窓ガラスは寸法を415系1500番台と共通にしたため、座席と窓配置は揃っていない。
車体は無塗装であるが、側面窓下部に青色と赤色の帯が互い違いに配されている。前頭部は白色塗装をした普通鋼およびFRP製となっている。これは、211系などの三面折れ形にカーブ面を取り付け、スピード感を出したデザインとなっている。また、運転台直下には"■NEW RAPID TRAIN 811"の赤いロゴが張られている。先頭車前面には貫通扉を設けているが、非常用のため幌も幌枠も設置されていない。その為、他編成や他形式（813系・817系・821系）と併結しても編成間の通り抜けはできない。
車両番号には、イタリック体フォントを使用している。このフォントは登場当時の783系と同様であったが783系はリニューアルにより四角囲みとなったため、現在もイタリック体フォントで表記されているのは811系のみとなっているが、リニューアル車は四角囲みとなっている。車両番号の前にはJRロゴが描かれている。

### 内装

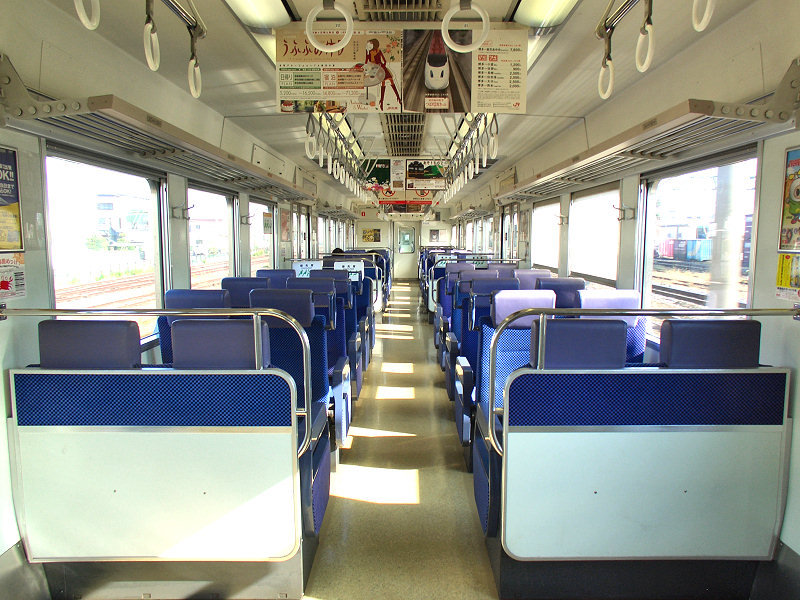
車内の様子
（クハ810-106）

快速列車を中心に臨時急行列車にも用いることを想定して、座席は転換クロスシートを採用した。モケットの色は青色（サニーブルー）と紫色（レイニーパープル）の2色で、各席とも左右で異なった色とされ、頭当ての部分は独立している。その後座席モケットについては紫色と黒の市松模様に張り替えられた。優先席は頭当ての色が他の座席のパープルに対しグレーとされている。さらに視認性を高めるために2006年（平成18年）末より「優先席」表示がされた枕カバー（白色）が装着された。当初喫煙車であった門司港方先頭車のクモハ810形では座席横の肘掛に灰皿を内蔵していたが、1995年（平成7年）にJR九州管内の普通列車が 全面禁煙となったため現在は塞がれている。各座席には指定席とするための席番号表示器もあり指定席として使用することも可能となっている。また乗務員室にオルゴールチャイム装置を備える。
運転台左側には簡易的なモニター装置を備え各車の故障の発見、ユニットカットやモーター開放などといった故障時の対応が運転台から行えるようになった。また、運転台にはATS-DKの装置も搭載されている。
冷房装置は集中式の AU403K (42,000 kcal/h) を各車両の屋根上中央部に1基設置している。ラインフローファンによる配風方式としている。
トイレは下り方（荒尾・宇佐方）先頭車のクハ810形に設置されている。便器は和式である。また従来の近郊形電車には設置されていなかった大形くずもの入れが車端部（先頭車1箇所、中間車2箇所）に設置されている。
また、運転台後ろには温度計が設置されている。

### 主要機器
主回路制御方式は、架線からの交流20,000 Vを主変圧器で降圧した後に、サイリスタで構成された複数のブリッジ回路により、整流制御された直流電源で直流電動機のMT61QAを駆動する、サイリスタ位相制御である。主幹制御器(マスコン）で力行の1-4ノッチ投入時は95 %弱め界磁を行い、5ノッチ投入時に70 %弱め界磁制御を行う。主回路接続は、4基の電動機をすべて直列に接続したものを1回路として、これを2回路並列させた（4S2P）。25 ‰上り勾配でMM'カットにより1Mでも勾配起動できる能力を持つという。
MM'ユニットを採用し、M車（モハ811形）には主制御器と発電ブレーキ用の抵抗器が搭載されている。また、M'c車（クモハ810形）には主変圧器（TM401K）・サイリスタ・補助電源装置・集電装置が搭載される。
デビュー当初はTAc車を開発し2両編成にする構想や閑散時にT車を抜き3両編成とする構想もあった。
電気ブレーキは発電ブレーキが採用された。これは、回生ブレーキを採用した783系の実運用時に、交流電化区間の閑散線区において回生ブレーキを使用した場合沿線にある変電所の力率を落とす現象が発覚し、それにより電力会社から受けるペナルティが回生ブレーキによる節電効果を上回ってしまったことからである。また、コストの兼ね合いから電気ブレーキ制御は783系のような無段階制御ではなく従来の415系などと同じカム軸制御となった。また、120 km/h運転に対応するため100 km/h以上からブレーキを掛けた際に制動力を増加させる増圧ブレーキを備える。
サイリスタ（RS401KA）は主シリコン制御整流装置とも呼称される。1つのブリッジ回路に使用されているサイリスタ半導体素子 (2,500 V、4,000 A) は4つ使用しており、8基の主電動機が接続される。冷却方式としてフロン沸騰冷却方式を採用するが、今後はフッ化炭素冷却方式を採用予定であるとしている。
空気圧縮機（MH1084-C2000MQ）はレシプロ式を搭載する。補助電源は主変圧器の2次側にある3次巻線により冷房装置や制御関係機器に給電するほか、富士電機が開発した静止形インバータ（SC400K）により安定化交流電源と直流電源を供給する。装置は交流電車特有のセクション区間通過時には、蓄電池からの給電により停電の発生しない無停電電源装置となっており、単相交流400 Vを入力電圧とし、インバータにより単相交流100 Vを、コンバータにより直流100 Vを出力する。
集電装置は菱形パンタグラフ（PS101QB）を上り方（門司港方）先頭車のクモハ810形の連結面寄りに搭載する。
台車はヨーダンパが付いた、軸箱支持装置が円錐積層ゴム式の空気ばね式の軽量ボルスタレス台車 DT50QA（電動車）、TR235QA（制御車・付随車）が採用されている。
非常時の救援用として全段読替式のブレーキ読替装置およびジャンパ連結器を搭載し421系・423系・415系・783系などの車両と併結し相互に制動および力行が可能である。
1両あたりの消費電力は、415系を「100」とした場合、811系（登場時）は「約70 %」（理論値）である。

## 形式
- クモハ810形（Mc'）

上り方先頭車。主制御整流装置・パンタグラフを設置する。
- モハ811形（M）

中間電動車
- クハ810形（Tc'）

下り方先頭車。トイレ・SIV・電動空気圧縮機を設置する。
- サハ811形（T）

付随車。200番台のみトイレを設置する。
編成は門司港方からクモハ810形 - モハ811形 - サハ811形 - クハ810形の4両固定編成である。サハ811形を抜いて3両編成を組むことも可能であるほか、機器類を若干変更してクモハ810形 - クハ810形の2両編成を組むことも可能な設計とされたが、2両・3両編成を組成したことはない。
車両番号は基本的には編成ごとに同じ番号で揃えられている。また編成自体にも「P xxx」の番号が与えられている。「P」は本系列を示し、「xxx」は車両番号に対応している。車両に表示される編成番号は「P xxx」だが、正式な編成番号は「PMxxx」である。「M」は南福岡車両区所属であることを表す。また、先頭車前面に編成番号が表示されるが、他系列と異なりアルファベットと数字の間にはスペースが挿入される。

## 番台区分

### 0番台

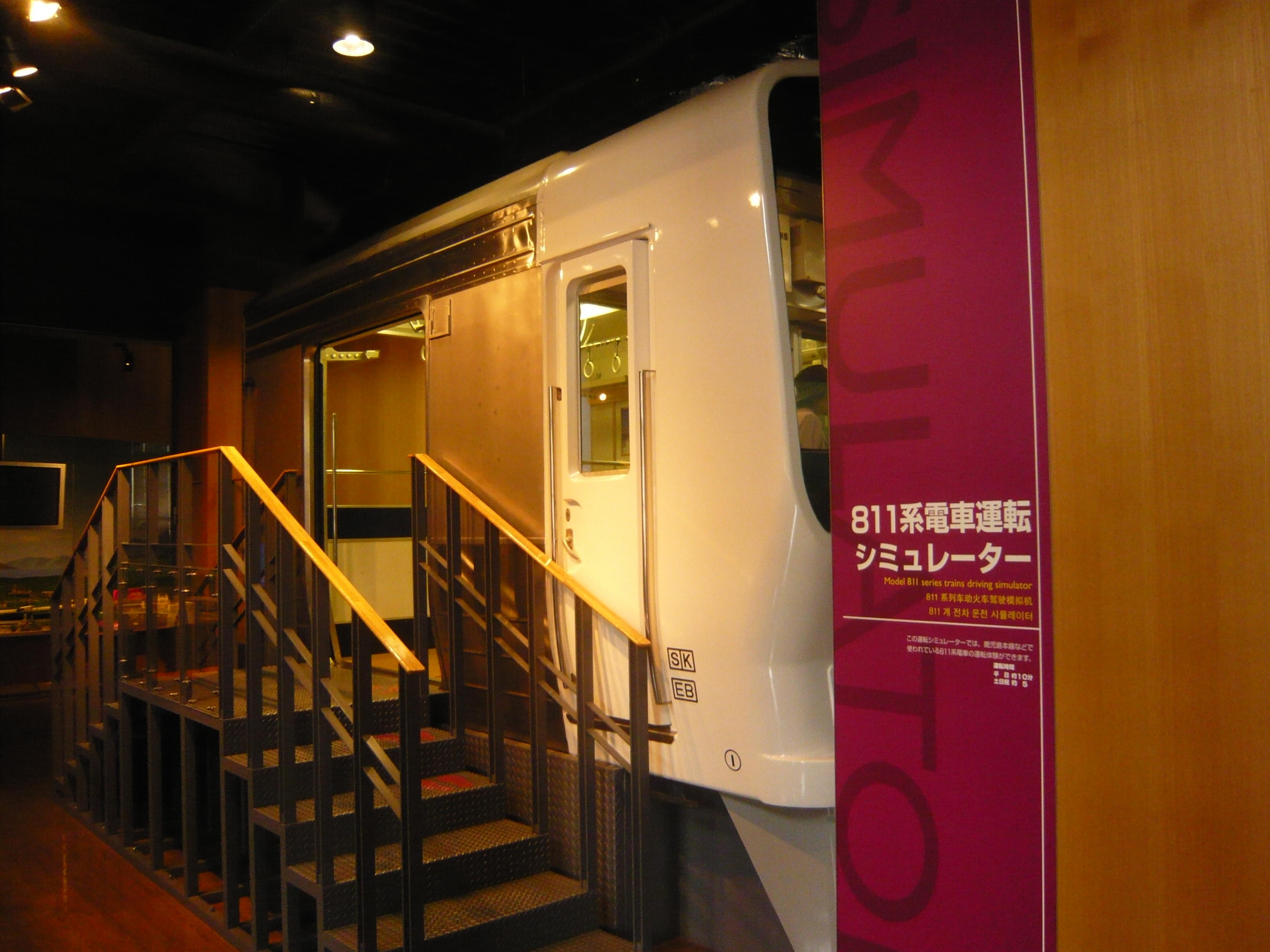
クハ810-2（廃車）を利用した運転シミュレーター

1989年（平成元年）にPM1 - PM4編成、1990年（平成2年）にPM5 - PM15編成、1991年（平成3年）にPM16編成、1992年（平成4年）にPM17編成の4両編成×計17本が製造されたが、PM2編成は2002年（平成14年）に発生した列車衝突事故により電動車2両（クモハ810-2・モハ811-2）が大破し、復旧されることなく制御車・付随車（サハ811-2・クハ810-2）も含めて全て廃車された。その後、クハ810-2（大牟田側先頭車）は九州鉄道記念館にある本系列の運転シミュレーターに転用された。
なお、PM17編成の座席仕様は次節の100番台と同一である。
| ← 門司港／佐世保八代・佐伯・肥前浜・早岐 → | ← 門司港／佐世保八代・佐伯・肥前浜・早岐 → | ← 門司港／佐世保八代・佐伯・肥前浜・早岐 → | ← 門司港／佐世保八代・佐伯・肥前浜・早岐 → | ← 門司港／佐世保八代・佐伯・肥前浜・早岐 → |
| ------------------------------------------ | ------------------------------------------ | ------------------------------------------ | ------------------------------------------ | ------------------------------------------ |
| 形式                                       | ◇ クモハ810 -#0 （Mc'）                    | モハ811 -#0 （M）                          | サハ811 -#0 （T）                          | クハ810 -#0 （Tc'）                        |
| 定員                                       | 124                                        | 133                                        | 133                                        | 123                                        |

### 100番台

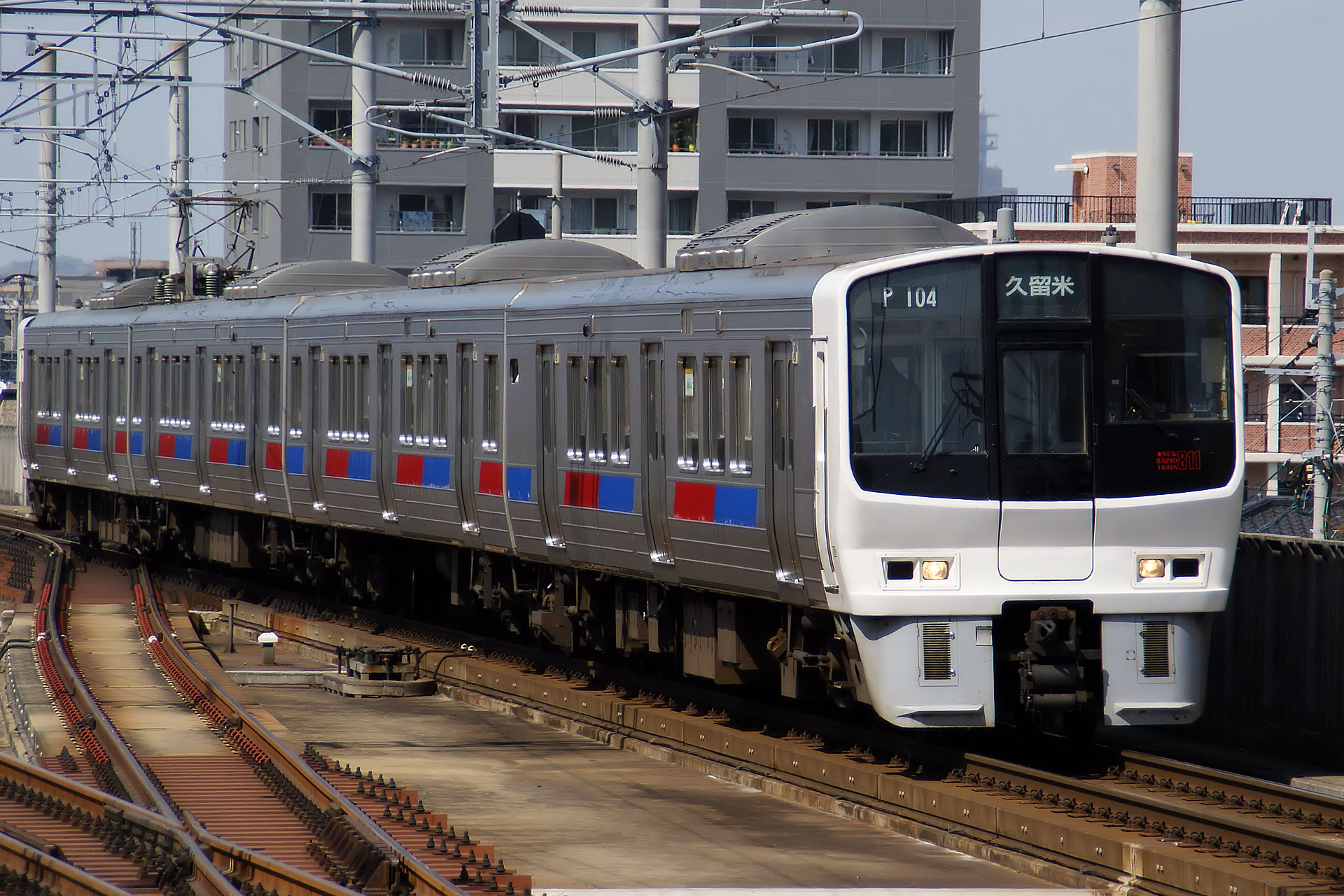
100番台

1992年（平成4年）7月15日のダイヤ改正を前に製造されたマイナーチェンジ車である。扉寄りにある座席を固定式に変更したことで扉周辺の空間が拡がり混雑時の乗客の流動が改善され、定員が増加したが、座席数は変更されていない。またつり革も増設され、0番台より座席の厚みが薄くなった。
同改正までにPM101 - PM109編成の4両編成×9本が製造され、1993年（平成5年）3月18日ダイヤ改正前にPM110・PM111編成の4両編成×2本が増備された。

#### サハ811形200番台

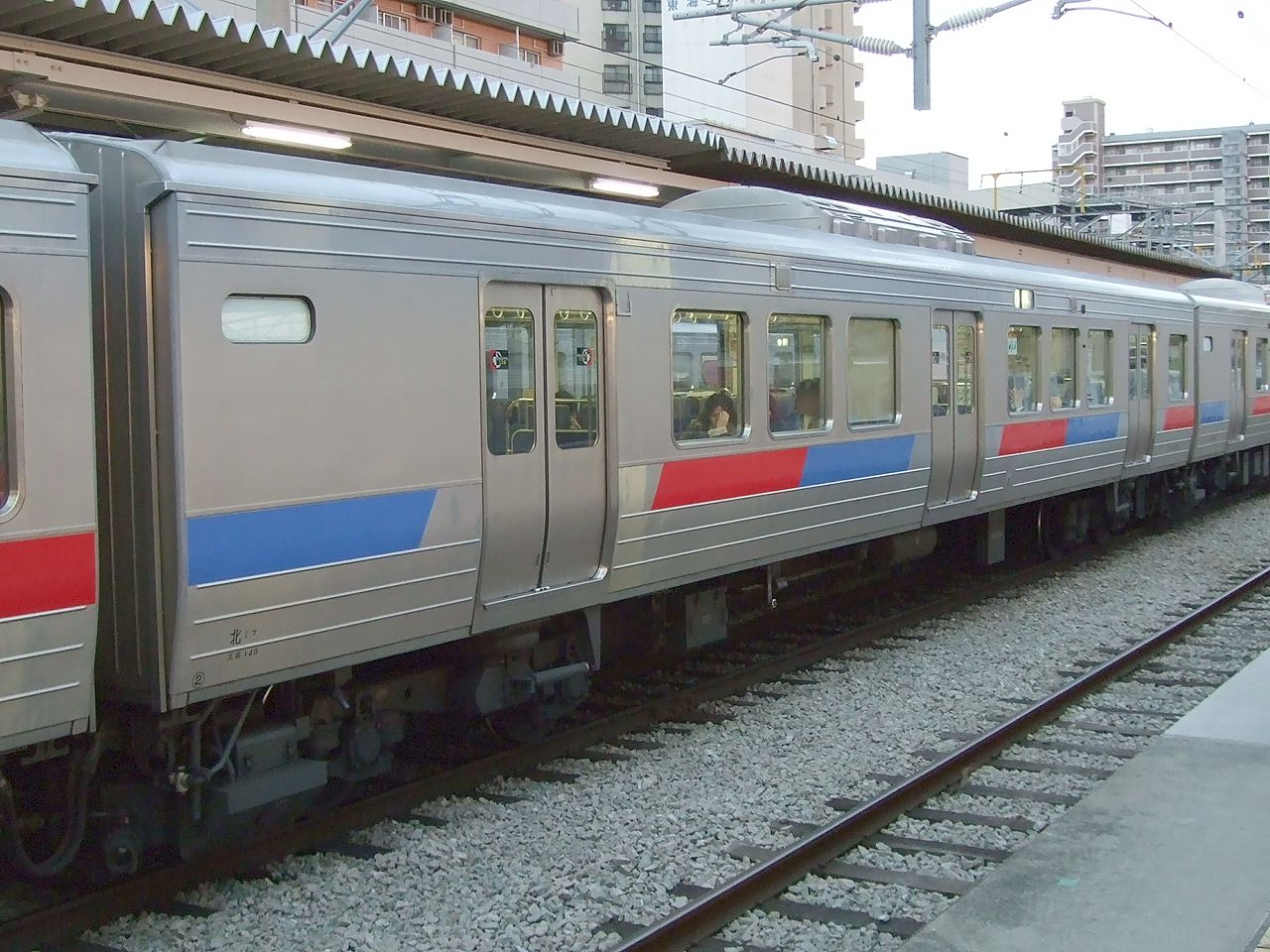
サハ811-201
写真手前の車端部にトイレが設置されている

サハ811形のみの番台区分で、201・202の2両が存在する。団体臨時列車や臨時急行列車などの長距離運用に使用することを考慮して車端部にトイレを設置している。その関係で定員は140人で座席定員は52名に減っているが、その他の構造は他車と同一である。201はPM105編成、202はPM106編成に組み込まれ、この2本はクハ810形と合わせて編成中に2箇所のトイレを有する。なお、PM105編成はPM8105編成にリニューアルされた際、サハ811-201はサハ811-8201となり、トイレが撤去され、同時に検測機器室となった。
サハ811-105・106は存在せず、PM107以降はサハ811-107のように編成番号と車両番号は一致している。
| ← 門司港／佐世保八代・佐伯・肥前浜・早岐 → | ← 門司港／佐世保八代・佐伯・肥前浜・早岐 → | ← 門司港／佐世保八代・佐伯・肥前浜・早岐 → | ← 門司港／佐世保八代・佐伯・肥前浜・早岐 → | ← 門司港／佐世保八代・佐伯・肥前浜・早岐 → |
| ------------------------------------------ | ------------------------------------------ | ------------------------------------------ | ------------------------------------------ | ------------------------------------------ |
| 100番台                                    | ◇ クモハ810 -#100 （Mc'）                  | モハ811 -#100 （M）                        | サハ811 -#100 （T）                        | クハ810 -#100 （Tc'）                      |
| 定員                                       | 133                                        | 141                                        | 141                                        | 131                                        |
| 200番台 組込編成                           | ◇ クモハ810 -#100 （Mc'）                  | モハ811 -#100 （M）                        | サハ811 -#200 （T）                        | クハ810 -#100 （Tc'）                      |
| 定員                                       | 133                                        | 141                                        | 140                                        | 131                                        |

## 改造

### リニューアル車

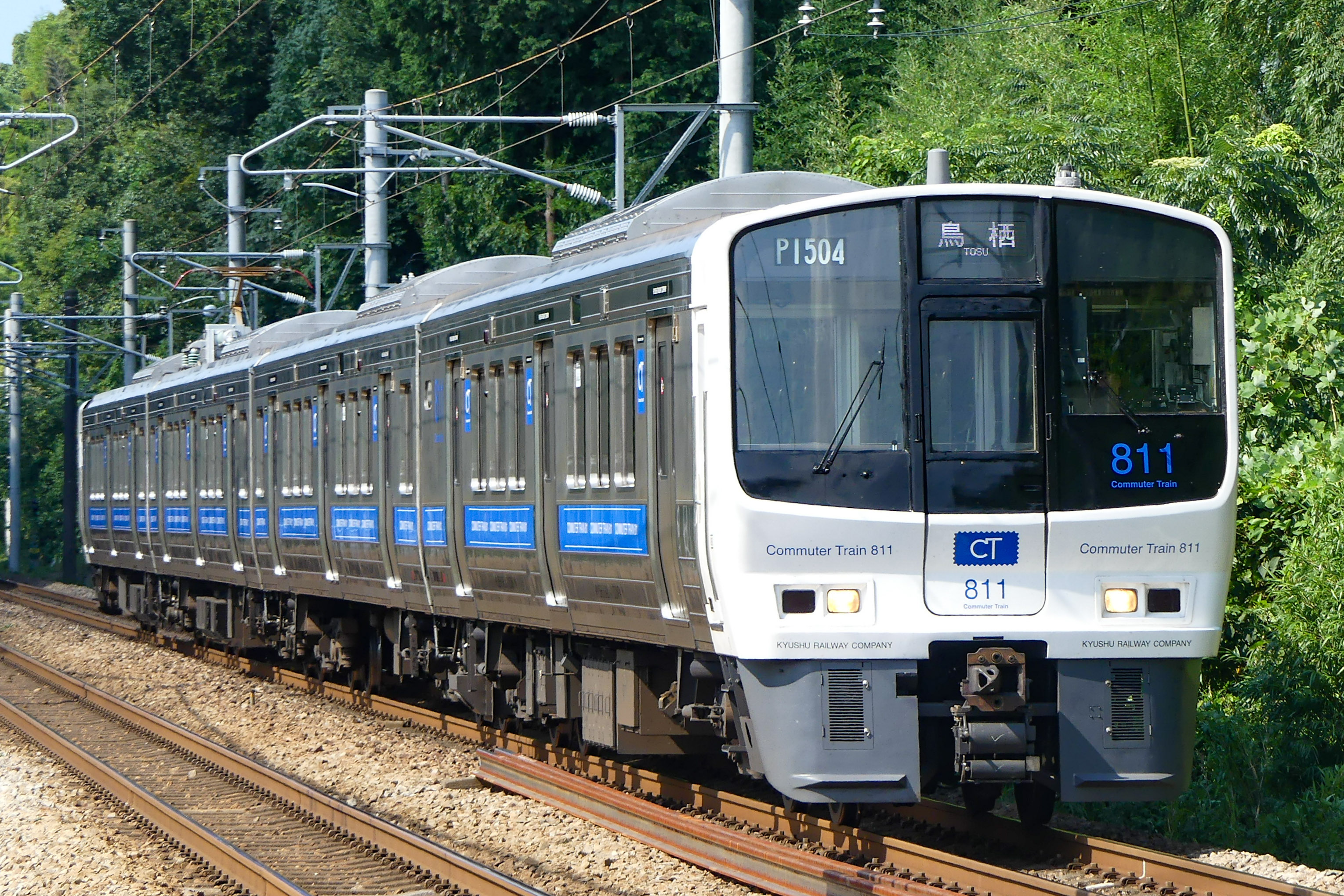
リニューアル車

新造から30年弱が経過したことを受け、車両の延命を目的に2016年（平成28年）7月に入場したPM4編成を皮切りにリニューアル工事が開始された。改造は小倉総合車両センターにて実施されている。
機器類等はすべて刷新しており、制御方式はサイリスタ位相制御から、JR九州では初となる、日立製SiC素子とIGBT素子のハイブリッドモジュール適用のVVVFインバータ制御装置を内蔵した主変換装置（M'c車：PC408KA、M車：PC408KB）に変更された。それに伴い主電動機も直流電動機から誘導電動機（MT405K）に変更されており、給電装置もシングルアーム式パンタグラフ（PS401K）に変更された。電気ブレーキは発電ブレーキから回生ブレーキに変更されている。車内照明もLED化され、徹底的な省電力化が行われた。結果、811系従来車に対し3割の消費電力削減、415系と比較して消費電力が49 %と、省電力化に成功した。
デザイン監修は水戸岡鋭治。水戸岡は、JR九州社内設計陣の訓練を兼ねた役割分担として、社内の設計者が練ったアイデアを最終的に仕上げる「監修」に留まった。「Old is New ～伝統と革新の電車～」のコンセプトのもと、従来のデザインを大きく変えたデザインとしており、最新機器を搭載した新しい車両であることを表現している。車体は前面白色・側面ステンレス無塗装を維持しつつも、前面貫通扉および側面にはJR九州の近郊系・通勤形で定着したCTロゴを新規に配し、側面帯は、 青一色に白線および、白抜き文字で"Commuter Train 811"と表記され、811系では表記されていなかった英字社名も追加されている。これらは、従来の帯やCTロゴとは異なり、布端のピンキング（ギザギザ）の縁取りがされている。また、運転台窓の赤い"■NEW RAPID TRAIN 811"のロゴも、青い"Commuter Train 811"ロゴに変更されている。排障器の色も濃いグレーに変更されたほか、行先表示器はフルカラーLEDを使用したものに交換されている。
車内は、座席が転換式クロスシートからロングシートへ変更された。これは、ラッシュ時の混雑が激しくなってきたことに対応するためである。座席生地は「博多織や小倉織などのような九州の伝統的な織物」 をイメージしたデザインの青いモケットとなった。なお、優先席のみ赤いモケットとなっている。天井照明はLED照明に変更され、環境にやさしい設計となっている。この他、窓ガラスはスモークガラスに変更され、カーテンは廃止された。連結部の仕切り戸には、813系1100番台と同様にシリンダーが取り付けられ、 乗降扉にドアチャイムと鴨居下部に開閉ランプが設置された。また、ガラスとボディーとの隙間を平らにする加工を施している。また、LEDスクロール式案内表示器を設置している。トイレは洋式化され、向かい側に介助者用のジャンプシート付の車椅子スペースが配置された。また、吊革も増設された。車両連結面には、転落防止幌も設置された。さらに、クハ810形を除いて車椅子スペース設置改造を行われた編成があり、クハ810形を除く車両の車番および編成番号が+500された「2000番台」となった編成も存在する。
リニューアル第1号はPM1504編成となり、2017年（平成29年）3月31日に本線試運転並びにデータ収集のため小倉工場を仮出場した。南福岡駅 - 肥前浜駅間での本線試運転を繰り返した後再度入場し、4月15日に本出場した。その後、4月27日より営業運転が開始された。
2028年（令和10年）までに、現存する全27編成がリニューアルされる予定である。改造費用は27編成で81億円。

リニューアル車の方向幕 （一部種別は交互表示を行う）
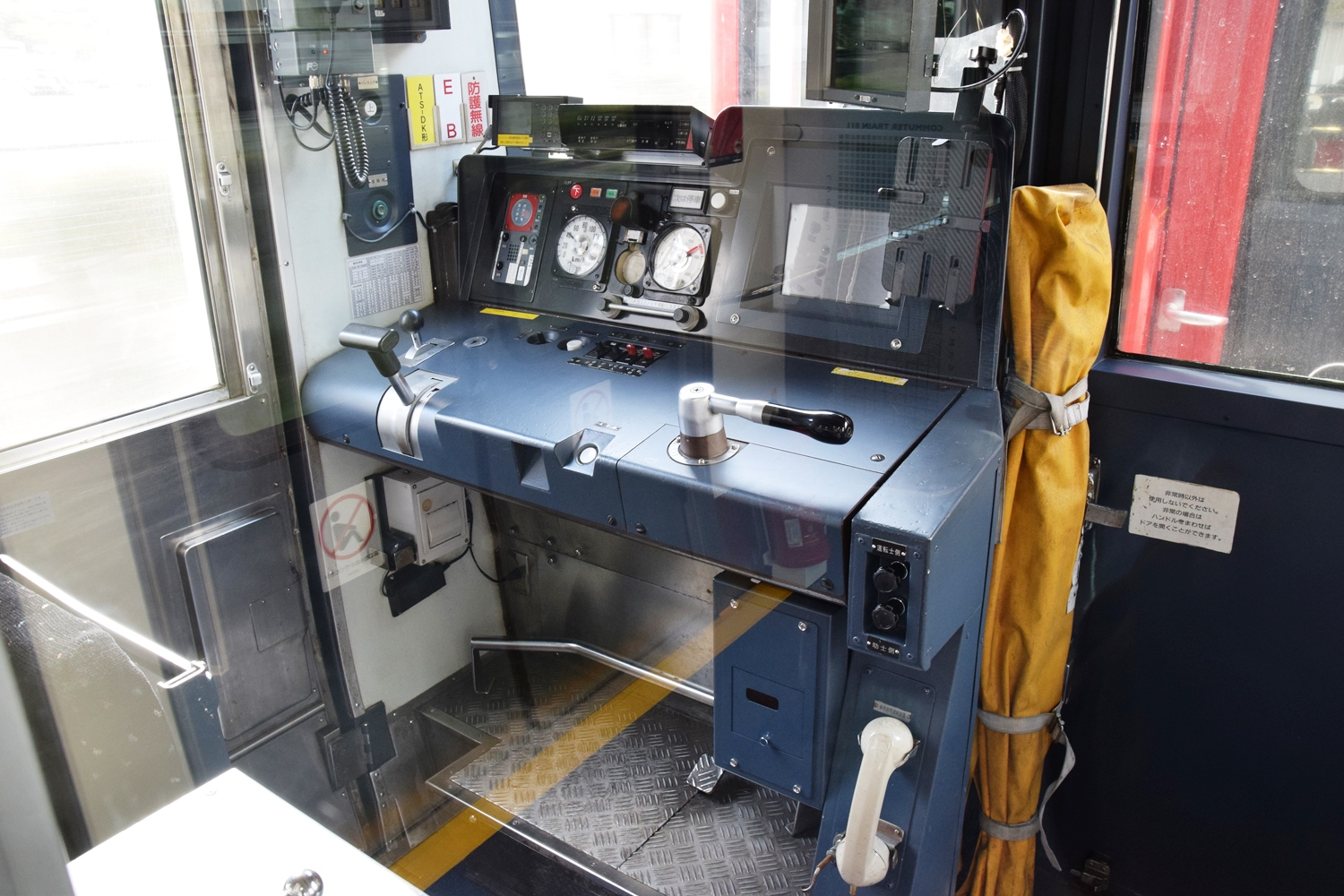
運転台
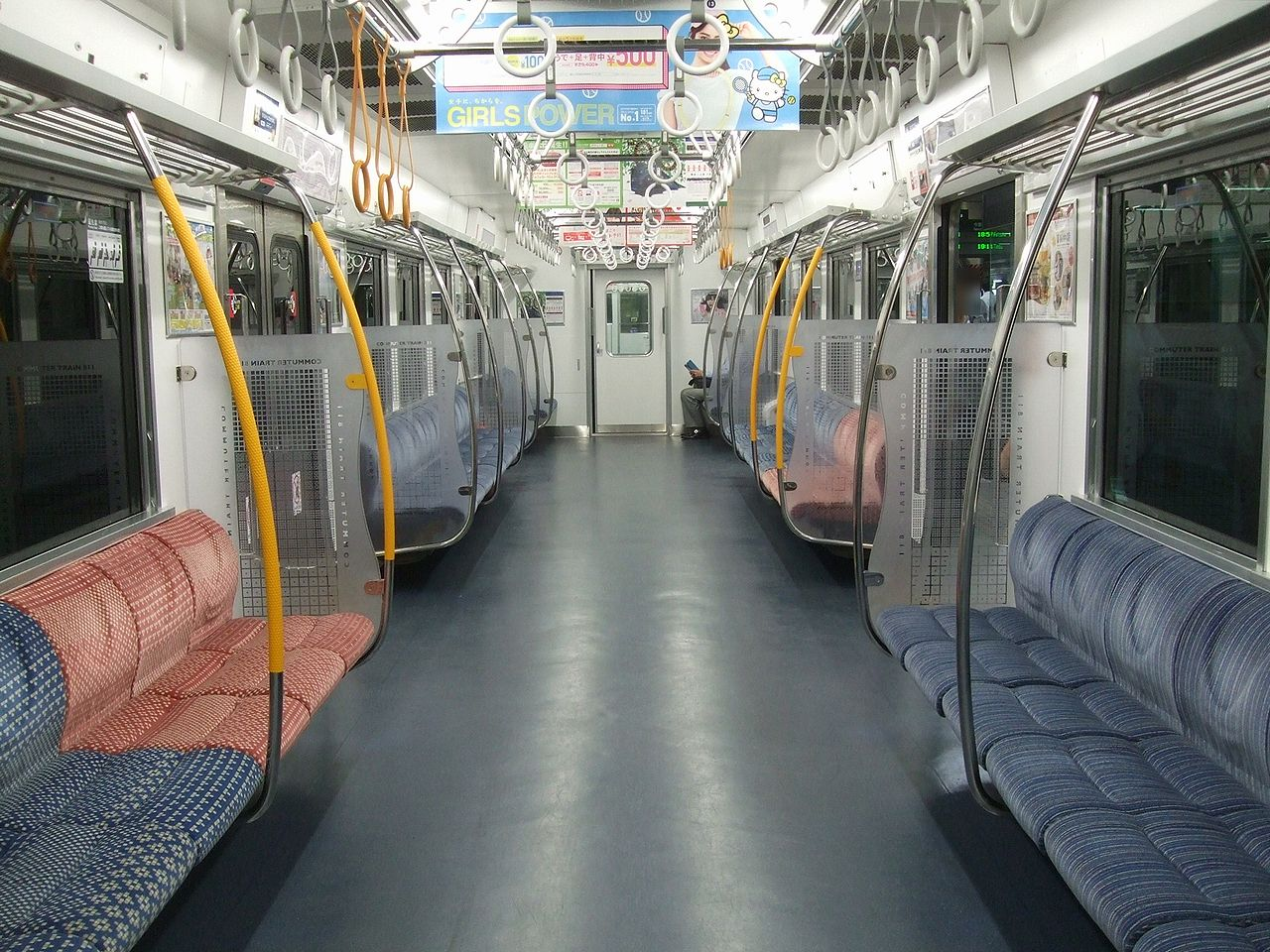
車内

| ← 門司港／佐世保八代・佐伯・肥前浜・早岐 → | ← 門司港／佐世保八代・佐伯・肥前浜・早岐 → | ← 門司港／佐世保八代・佐伯・肥前浜・早岐 → | ← 門司港／佐世保八代・佐伯・肥前浜・早岐 → | ← 門司港／佐世保八代・佐伯・肥前浜・早岐 → |
| ------------------------------------------ | ------------------------------------------ | ------------------------------------------ | ------------------------------------------ | ------------------------------------------ |
| 元0番台                                    | ＜ クモハ810 -#1500 -#2000 （Mc'）         | モハ811 -#1500 -#2000 （M）                | サハ811 -#1500 -#2000 （T）                | クハ810 -#1500 （Tc'）                     |
| 元100番台                                  | ＜ クモハ810 -#2100 （Mc'）                | モハ811 -#2100 （M）                       | サハ811 -#2100 （T）                       | クハ810 -#1600 （Tc'）                     |
| 定員                                       | 144                                        | 156                                        | 156                                        | 141                                        |

### 検測装置搭載改造車（『RED EYE』）

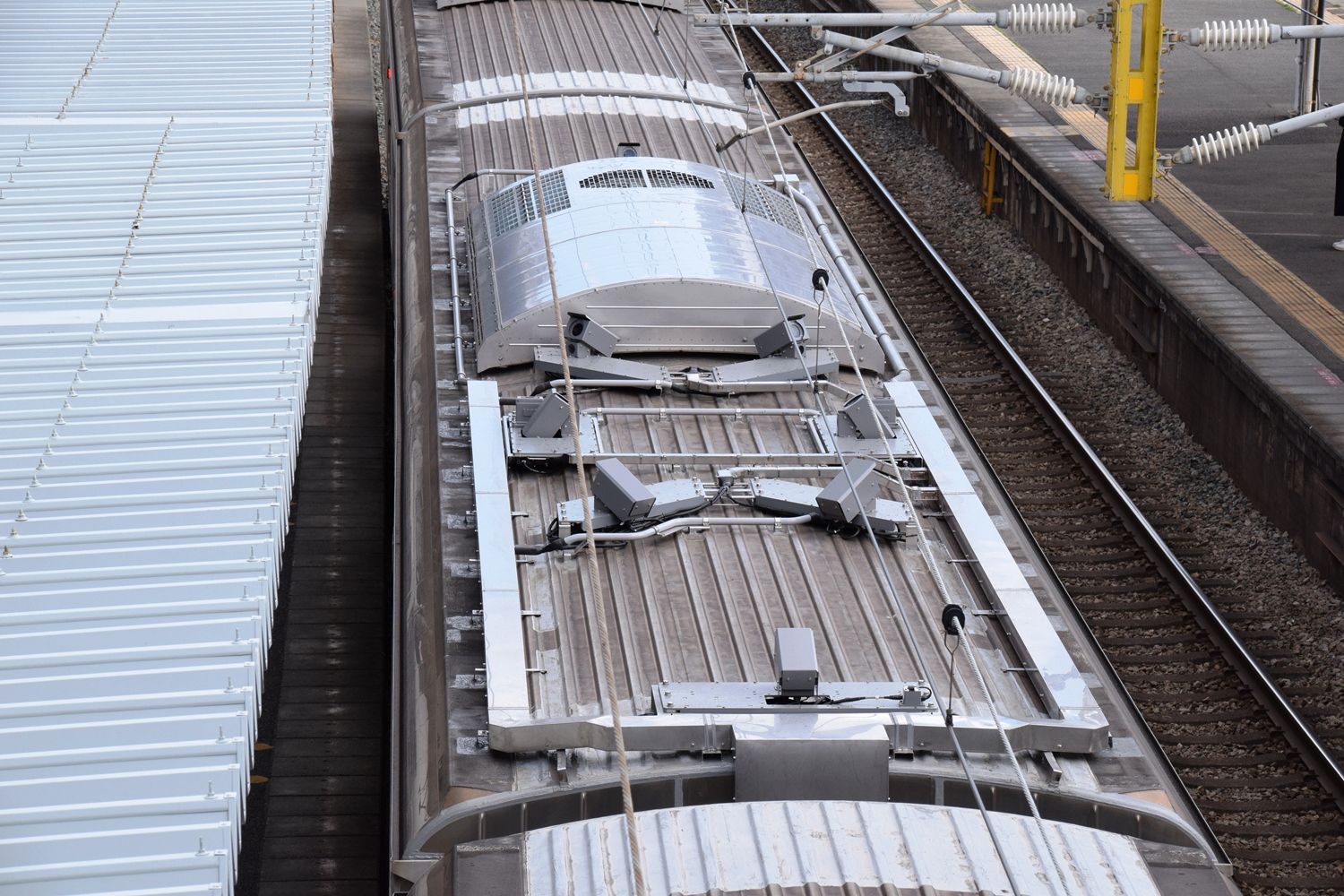
サハ811-8201に設置された電車線路モニタリング装置

2018年（平成30年）10月および2019年（平成31年）3月に、1500番台相当の改造内容に加え、営業列車検測装置を搭載した編成が2編成登場している。該当編成は元PM105編成と元PM109編成で、「RED EYE」と名付けられ、車両先頭の811のロゴの横にRED EYEロゴが付加され、先頭のCTロゴが赤いものに変更されている。これらの編成は2020年（令和2年）4月1日から運用を開始した。
- 両編成共通で、先頭車前方に鉄道総合技術研究所が開発した線路周辺画像解析エンジンを採用してNECグループ（日本電気・日本電気通信システム・NECソリューションイノベータの3社）が開発した、線路の状態を自動判定する「列車巡視支援システム」を搭載[21]。
- PM105編成には上記に加え、サハ811形200番台のトイレスペースを機器室として活用し、日立製作所と日立ハイテクファインシステムズが開発協力し、国内初となる車上4Kカメラを設置した「電車線路モニタリング装置」を設置[21]。
  - なお、クハ810以外の3両に車椅子スペースが追加されている。

改造に伴い、営業列車検測装置を搭載した車両には+6000番の番号変更が行われ、リニューアル改造（+1500番）、車椅子スペース設置（+500番）と合わせて以下の車号変更が行われている。
- PM109：クハ810-109 - サハ811-109 - モハ811-109 - クモハ810-109

→ PM7609：クハ810-7609 - サハ811-1609 - モハ811-1609 - クモハ810-7609
- PM105：クハ810-105 - サハ811-201 - モハ811-105 - クモハ810-105

→ PM8105：クハ810-7605 - サハ811-8201 - モハ811-2105 - クモハ810-8105
| ← 門司港／佐世保八代・佐伯・肥前浜・早岐 → | ← 門司港／佐世保八代・佐伯・肥前浜・早岐 → | ← 門司港／佐世保八代・佐伯・肥前浜・早岐 → | ← 門司港／佐世保八代・佐伯・肥前浜・早岐 → | ← 門司港／佐世保八代・佐伯・肥前浜・早岐 → |
| ------------------------------------------ | ------------------------------------------ | ------------------------------------------ | ------------------------------------------ | ------------------------------------------ |
| 形式                                       | ＜ クモハ810 -#7600 （Mc'）                | モハ811 -#1600 （M）                       | サハ811 -#1600 （T）                       | クハ810 -#7600 （Tc'）                     |
| 形式                                       | ＜ クモハ810 -#8100 （Mc'）                | モハ811 -#2100 （M）                       | サハ811 -#8200 （T）                       | クハ810 -#7600 （Tc'）                     |

白文字：検測機器搭載車

### その他
2008年（平成20年）現在では、全編成の排障器が813系と同様の乗務員室昇降ステップ組込み大型に交換されている。一部の編成では客室側窓の一部固定化改造も施工されているが、落成当初から扉間の中央と車端部以外の側窓が固定式とされている813系と異なるのは、車端部から一箇所おきに固定式とされている点である。
2005年（平成17年）春以降、車外スピーカーの設置が進められている。また、落成当初はドア周辺のみであったつり革がドア間の座席部分にも増設されている。これに伴い干渉する一部の吊り広告枠が移設された。

## 広告車両

### スペースワールド号
| スペースワールド色（第2次）  |  | 車内の様子（モハ811）  |
| スペースワールド色 （第2次） |  | 車内の様子 （モハ811） |

PM11編成はスペースワールドのPR車両として落成され、ラッピングのまま甲種輸送で近畿車輛より出場した。当初、車体には水色の帯が全体にわたって配され、側面中央には「スペースワールド」のロゴが描かれた。スペースワールドのテーマに沿って宇宙空間をイメージした車内としており、化粧板・床敷物を青色基調とし、座席はパイロットシートに似せた背もたれの高いダークブルーの転換クロスシートとなっている。側窓ガラスは着色ガラスを使用、座席端の仕切りはステンレス仕上げ、蛍光灯にはカバーが付いており、荷棚の化粧カバーは青色、壁に小型の壁灯を設置しているのも特徴である。天井の中吊り広告は設置しておらず、車内にスペースワールドのテーマソングなどを流すテープ再生器を備えている。
1996年（平成8年）秋にリニューアルされ、側面はロゴの代わりに「スペースワールド」のマスコットキャラクターなどのステッカーが貼付され、前頭部は白色から赤色に変更され、座席モケットも張り替えられた。また、"■NEW RAPID TRAIN811"のロゴは、白字で貫通扉に張られた。
当初は快速「スペースワールド号」に優先的に使用されていたが、当列車が消滅したことにより、ほかの編成と共通運用となった。
2009年（平成21年）1月に標準色に戻され、スペースワールド色は消滅した。ただしこの時点では内装は変更されることなくそのまま使用されていた。その後、2017年（平成29年）に内外装ともにPM4→PM1504編成と同様の仕様にリニューアルされてPM1511編成となり、同年11月2日に出場した。

### 三井グリーンランド号

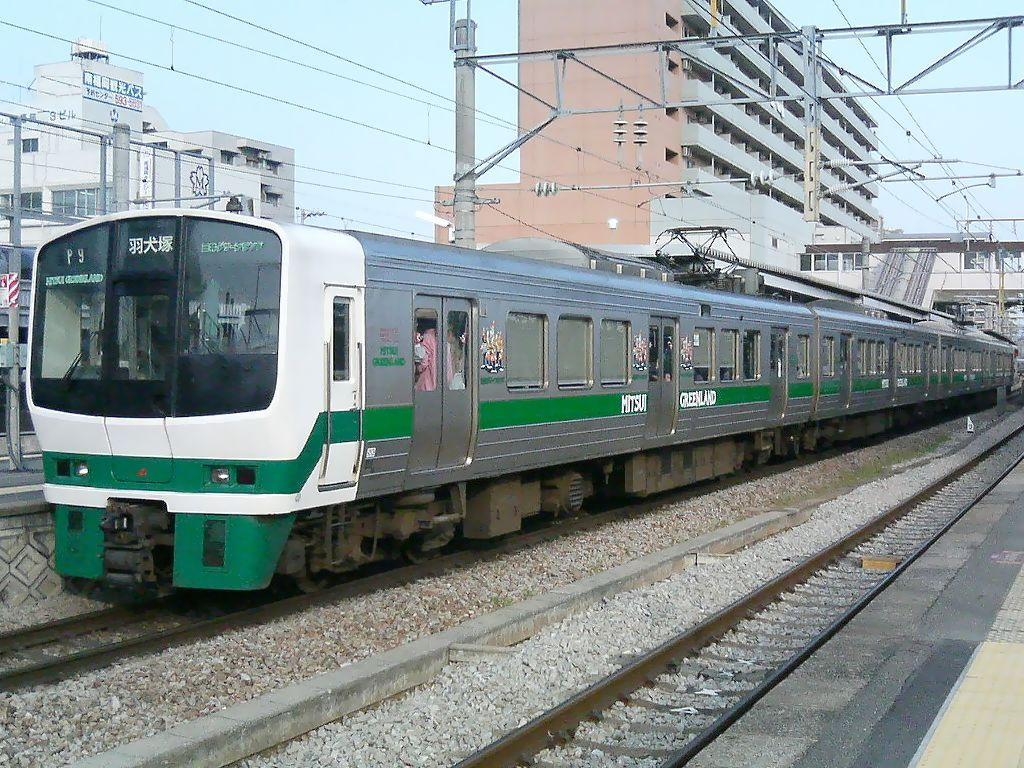
三井グリーンランド色（PM9編成）

1995年（平成7年）7月21日、三井グリーンランドのPRを目的に外装が変更された。対象編成はPM8・PM9編成で、車体全体に緑色の帯が配され、「三井グリーンランド」のPRステッカーが貼付された。内装は変更されていない。
排障器の色は外装変更の時点から両編成とも緑色だったが、P9は排障器を強化型に交換した際に灰色となっている（2007年（平成19年）3月現在。右の写真とは逆）。現在はPM8編成も強化型の排障器に交換されているが、こちらは緑色とされた。車外スピーカー取付工事については後述する。
当初は快速「三井グリーンランド号」に優先的に使用されていたが、当列車が消滅したことにより、他の編成と共通運用となった。2007年（平成19年）7月に「グリーンランド」に名称変更された際、2編成とも車体側面の緑色の帯を廃し従来のオリジナルの塗装に戻され、広告・イラストステッカーも撤去された。ただし側面戸袋部の「NEW RAPID TRAIN 811」ロゴは存置された。PM9編成のみ先頭車前面下部の緑色の帯がそのまま残っていたが、2009年（平成21年）に消され完全に原色に復元された。

### 日本テレコム広告車両
2006年（平成18年）、PM101編成に日本テレコム（現：ソフトバンク）のラッピング広告を施したもの。福岡ソフトバンクホークスの選手（順番に鳥越裕介・斉藤和巳・松中信彦・杉内俊哉）が描かれていた。運用は他編成と共通で2007年（平成19年）にラッピングが撤去され、元の塗装に戻っている。

### 門司港レトロ号

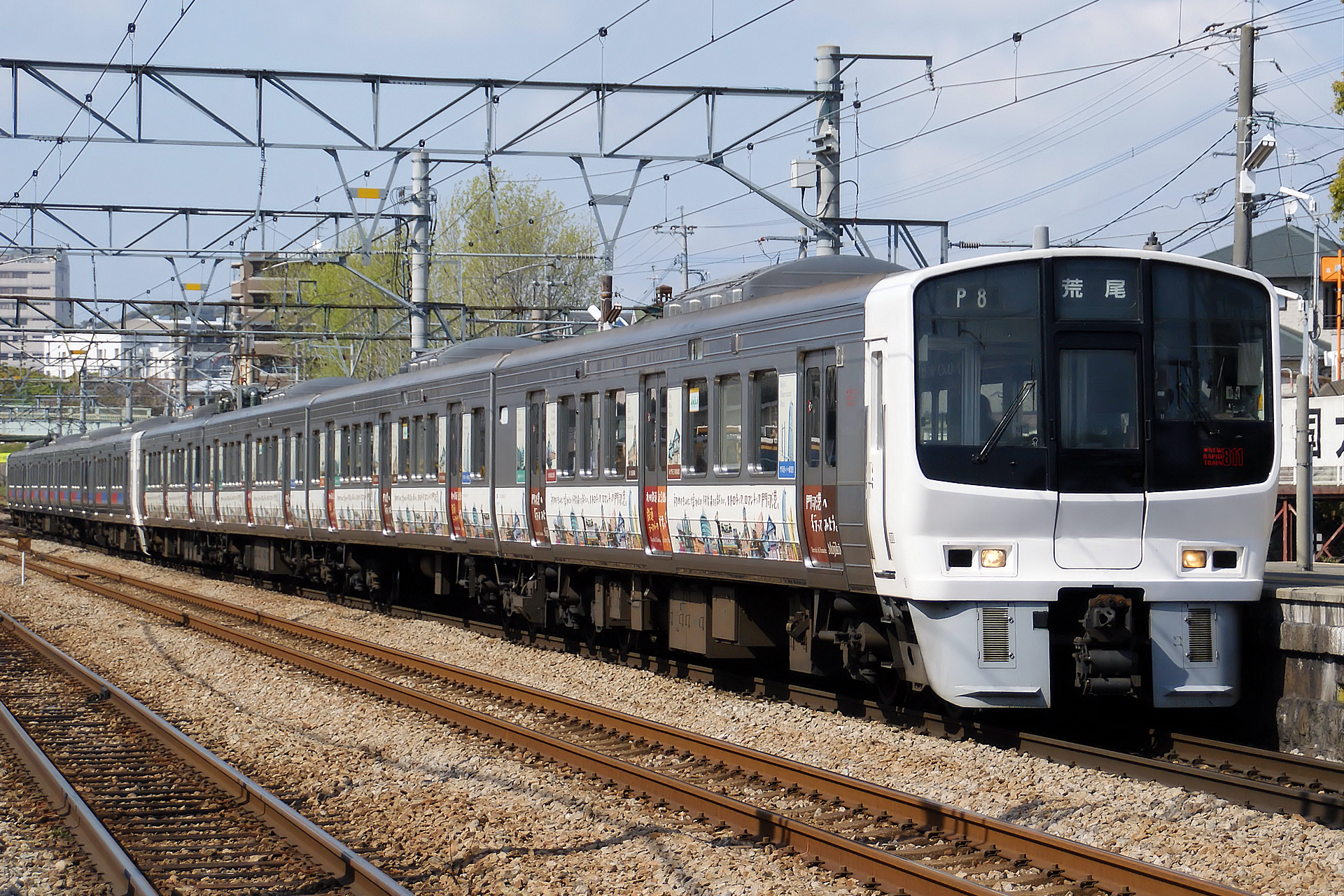
門司港レトロラッピング
（PM8編成、前4両）

九州鉄道記念館の開館5周年を記念し、PM8編成にラッピングを施したもので、2008年（平成20年）3月29日から運行されていた。主に九州鉄道記念館をはじめとする門司港レトロ地区の建物のイラストが描かれている。運用は他の編成と共通である。2013年（平成25年）8月からは同年8月9日に九州鉄道記念館が開館10周年を迎えたことを記念して、九州鉄道記念館10周年記念のラッピングが施されていた。ラッピングには主に九州鉄道記念館に展示してある列車や門司港地区の観光名所などが描かれている。10周年記念セレモニー では隣接する電留線にて展示された。なお、この編成は、2015年（平成27年）12月の全般検査出場時に標準色に戻されている。

### わたせせいぞうラッピングトレイン
2019年（平成31年）3月10日、門司港駅グランドオープンに合わせて運行を開始した。北九州市にゆかりのある漫画家・イラストレーターのわたせせいぞうが描き下ろしたイラストをPM110編成の車体にラッピングした。

### 日立物流ラッピングトレイン

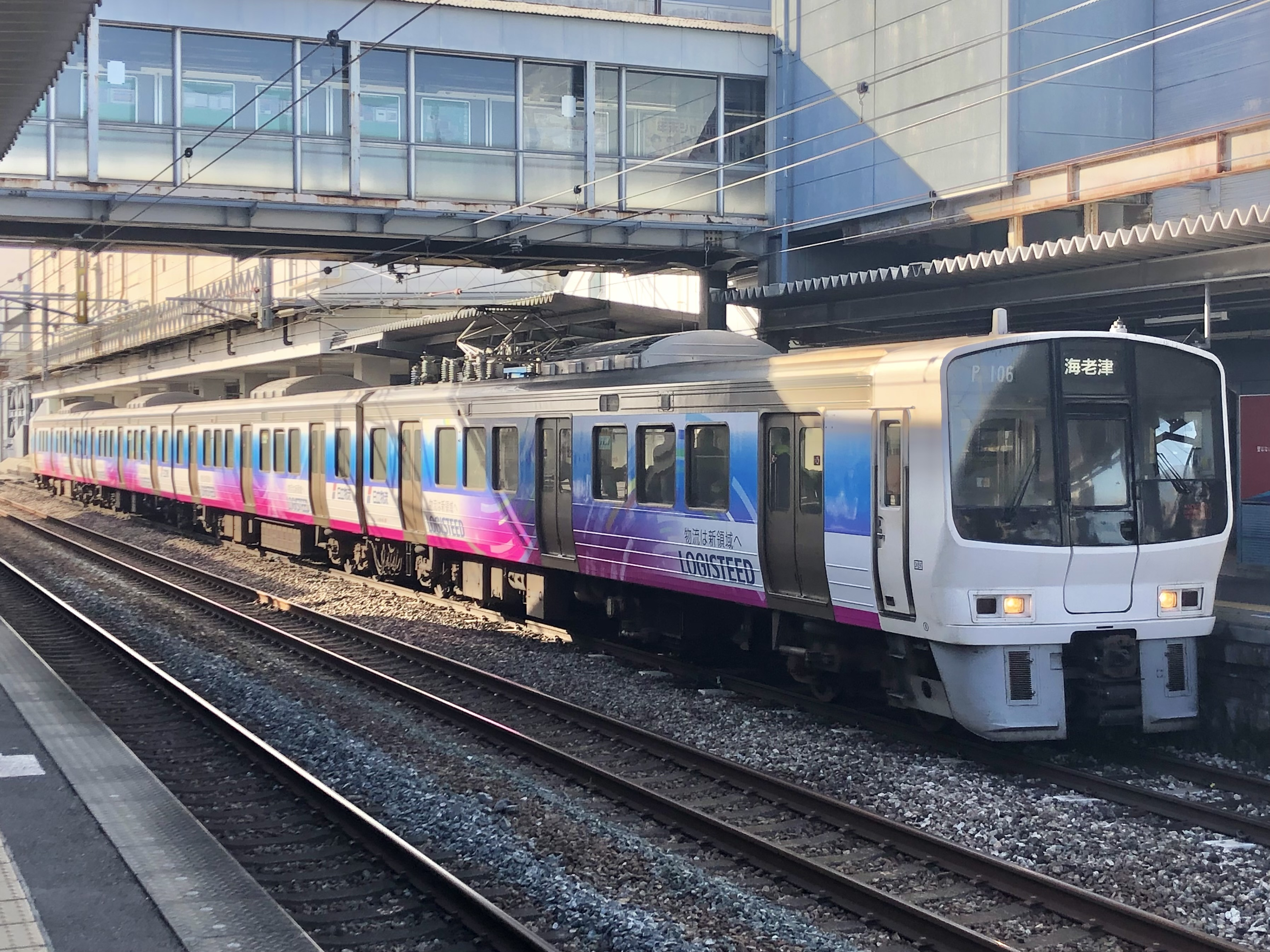
日立物流ラッピング（PM106編成）

2022年（令和4年）11月より運行を開始したラッピングトレイン。PM106編成に施行され上からピンク・白・水色の順でドアを除く側面の窓下に貼られた。車内も広告が全て日立物流のものとなった。2023年（令和5年）3月に解除された。
上記の他にも、「どーもくん」『CATS』（PM1編成に黒帯が塗装された）『ドラえもん のび太の恐竜2006』『ポケモン』シリーズなど期間限定でラッピングが行われた事例がある。

## 運用
2025年（令和7年）4月1日現在、全車南福岡車両区に配属されている。2022年（令和4年）9月現在、以下の路線で運用されている。
- 鹿児島本線（門司港駅 - 荒尾駅）
- 日豊本線 （小倉駅 - 中津駅）
- 長崎本線（鳥栖駅 - 肥前浜駅）
- 佐世保線（全線）

基本的に、鹿児島本線門司港駅 - 荒尾駅間の快速列車・普通列車としての運用が大半を占めている。朝夕のみ日豊本線や長崎本線での運用も存在する。過去には臨時急行「ひのくに」の運用末期（1993年〈平成5年〉ごろ）に、小倉駅・博多駅 - 熊本駅・八代駅間での急行列車としての運用に充当されていた事もある。
2022年（令和4年）9月のダイヤ改正以降、日豊本線での運用の南限は中津駅までとなっている。以前は佐伯駅までの運用も存在していたが、運用区間は次第に縮小され、同改正までのしばらくの間、宇佐駅が南限となっていた。2016年（平成28年）には大分地区でも代走運転した実績がある。
2022年（令和4年）9月23日以降より、佐世保線（江北駅 - 佐世保駅）での定期運用が開始され、長崎県内にも定期運用で乗り入れるようになった。（それ以前からも臨時快速「有田陶器市号」の際は佐世保線に入線していた。2003年〈平成15年〉までは同線での定期運用があったため、約20年ぶりの再入線。）また、一方、長崎駅へは定期運用では入線したことがない（臨時列車の「旅博ながさき号」として入線したことはある）。また、八代駅まで、イベント時に臨時列車として入線することがある。また、九州新幹線新八代駅のアプローチ線・在来線接続ホーム（旧：11番のりば）にも、九州新幹線部分開業に伴う試乗会のアクセス列車として813系と併結で乗り入れた実績がある。

## 編成表
2025年（令和7年）4月1日現在
凡例
- 近車：近畿車両
- 日立：日立製作所
- 小倉：九州旅客鉄道小倉工場（現：小倉総合車両センター）

| ← 門司港／佐世保八代・佐伯・肥前浜・早岐 → | ← 門司港／佐世保八代・佐伯・肥前浜・早岐 → | ← 門司港／佐世保八代・佐伯・肥前浜・早岐 → | ← 門司港／佐世保八代・佐伯・肥前浜・早岐 → | ← 門司港／佐世保八代・佐伯・肥前浜・早岐 → | ← 門司港／佐世保八代・佐伯・肥前浜・早岐 → | ← 門司港／佐世保八代・佐伯・肥前浜・早岐 → | ← 門司港／佐世保八代・佐伯・肥前浜・早岐 → |
| ------------------------------------------ | ------------------------------------------ | ------------------------------------------ | ------------------------------------------ | ------------------------------------------ | ------------------------------------------ | ------------------------------------------ | ------------------------------------------ |
| 編成番号                                   | クモハ 810                                 | モハ 811                                   | サハ 811                                   | クハ 810                                   | 落成日                                     | リニューアル                               | 備考                                       |
| PM1                                        | 1                                          | 1                                          | 1                                          | 1                                          | 1989/06/30 （近車）                        |                                            |                                            |
| PM2                                        | 2                                          | 2                                          | 2                                          | 2                                          | 1989/07/27 （近車）                        |                                            | 鹿児島線衝突事故当該 （2002/03/29廃車）    |
| PM2003                                     | 2003                                       | 2003                                       | 2003                                       | 1503                                       | 1989/07/28 （近車）                        | 2023/01/04                                 |                                            |
| PM1504                                     | 1504                                       | 1504                                       | 1504                                       | 1504                                       | 1989/09/29 （日立）                        | 2017/03/31                                 |                                            |
| PM5                                        | 5                                          | 5                                          | 5                                          | 5                                          | 1990/01/23 （近車）                        |                                            |                                            |
| PM6                                        | 6                                          | 6                                          | 6                                          | 6                                          | 1990/01/23 （近車）                        |                                            |                                            |
| PM2007                                     | 2007                                       | 2007                                       | 2007                                       | 1507                                       | 1990/01/24 （近車）                        | 2025/03/31                                 |                                            |
| PM8                                        | 8                                          | 8                                          | 8                                          | 8                                          | 1990/01/29 （日立）                        |                                            |                                            |
| PM2009                                     | 2009                                       | 2009                                       | 2009                                       | 1509                                       | 1990/01/29 （日立）                        | 2020/12/18                                 |                                            |
| PM2010                                     | 2010                                       | 2010                                       | 2010                                       | 1510                                       | 1990/02/21 （小倉）                        | 2020/03/29                                 |                                            |
| PM1511                                     | 1511                                       | 1511                                       | 1511                                       | 1511                                       | 1990/04/05 （近車）                        | 2017/11/02                                 |                                            |
| PM1512                                     | 1512                                       | 1512                                       | 1512                                       | 1512                                       | 1990/10/08 （小倉）                        | 2018/03/15                                 |                                            |
| PM2013                                     | 2013                                       | 2013                                       | 2013                                       | 1513                                       | 1990/11/26 （小倉）                        | 2019/08/08                                 |                                            |
| PM2014                                     | 2014                                       | 2014                                       | 2014                                       | 1514                                       | 1990/12/19 （小倉）                        | 2020/02/25                                 |                                            |
| PM15                                       | 15                                         | 15                                         | 15                                         | 15                                         | 1990/12/06 （近車）                        |                                            |                                            |
| PM2016                                     | 2016                                       | 2016                                       | 2016                                       | 1516                                       | 1991/03/09 （近車）                        | 2023/06/20                                 |                                            |
| PM2017                                     | 2017                                       | 2017                                       | 2017                                       | 1517                                       | 1992/03/10 （近車）                        | 2020/09/29                                 |                                            |

| ← 門司港／佐世保八代・佐伯・肥前浜・早岐 → | ← 門司港／佐世保八代・佐伯・肥前浜・早岐 → | ← 門司港／佐世保八代・佐伯・肥前浜・早岐 → | ← 門司港／佐世保八代・佐伯・肥前浜・早岐 → | ← 門司港／佐世保八代・佐伯・肥前浜・早岐 → | ← 門司港／佐世保八代・佐伯・肥前浜・早岐 → | ← 門司港／佐世保八代・佐伯・肥前浜・早岐 → | ← 門司港／佐世保八代・佐伯・肥前浜・早岐 → |
| ------------------------------------------ | ------------------------------------------ | ------------------------------------------ | ------------------------------------------ | ------------------------------------------ | ------------------------------------------ | ------------------------------------------ | ------------------------------------------ |
| 編成番号                                   | クモハ 810                                 | モハ 811                                   | サハ 811                                   | クハ 810                                   | 落成日                                     | リニューアル                               | 備考                                       |
| PM2101                                     | 2101                                       | 2101                                       | 2101                                       | 1601                                       | 1992/04/02 （近車）                        | 2023/03/22                                 |                                            |
| PM2102                                     | 2102                                       | 2102                                       | 2102                                       | 1602                                       | 1992/04/03 （近車）                        | 2023/09/30                                 |                                            |
| PM103                                      | 103                                        | 103                                        | 103                                        | 103                                        | 1992/04/04 （近車）                        |                                            |                                            |
| PM104                                      | 104                                        | 104                                        | 104                                        | 104                                        | 1992/04/16 （近車）                        |                                            |                                            |
| PM8105                                     | 8105                                       | 2105                                       | 8201                                       | 7605                                       | 1992/04/17 （近車）                        | 2019/03/27                                 | RED EYE                                    |
| PM2106                                     | 2106                                       | 2106                                       | 2202                                       | 2106                                       | 1992/04/18 （近車）                        | 2024/10/09                                 |                                            |
| PM2107                                     | 2107                                       | 2107                                       | 2107                                       | 1607                                       | 1992/04/28 （小倉）                        | 2023/12/28                                 |                                            |
| PM2108                                     | 2108                                       | 2108                                       | 2108                                       | 1608                                       | 1992/06/12 （小倉）                        | 2022/05/09                                 |                                            |
| PM7609                                     | 7609                                       | 1609                                       | 1609                                       | 7609                                       | 1992/07/22 （小倉）                        | 2018/10/12                                 | RED EYE                                    |
| PM2110                                     | 2110                                       | 2110                                       | 2110                                       | 1610                                       | 1992/02/09 （近車）                        | 2024/07/16                                 |                                            |
| PM2111                                     | 2111                                       | 2111                                       | 2111                                       | 1611                                       | 1992/02/24 （小倉）                        | 2025/01/29                                 |                                            |